# Braunsia orientalis
Braunsia orientalis är en stekelart som beskrevs av Szepligeti 1914. Braunsia orientalis ingår i släktet Braunsia och familjen bracksteklar. Inga underarter finns listade.